# Síndrome de Chung-Jansen
La síndrome de Chung-Jansen (SCJ) és una síndrome dismórfica genètica que es caracteritza per un retard variable en el desenvolupament i l'alteració del desenvolupament intel·lectual, així com augment de pes o obesitat, anomalies conductuals (que inclouen hiperactivitat, comportament agressiu, ansietat, trastorn de l'estat d'ànim o característiques habituals de l'espectre autista) i dismorfisme facial (per exemple, front alt, celles gruixudes i/o sinofris, nas arromangat o orelles voluminoses, entre altres aspectes). Altres manifestacions inclouen hipotonia, anomalies oculars, anomalies en els dits de les mans i els peus, hiperlaxitud articular o pigmentació anormal. Es tracta d'un trastorn congènit estrany, ja que, en l'actualitat, la síndrome ha estat diagnosticat en unes 300 persones a tot el món, una xifra que va en augment.
La síndrome deu el seu nom a les dues doctores i investigadores que han estat realitzant recerques per separat sobre aquesta variació genètica. D'una banda, la doctora estatunidenca Wendy Chung, el laboratori de la qual és al Centre Mèdic de la Universitat de Colúmbia a la ciutat de Nova York (Estats Units), qui va fer un estudi sobre la síndrome tant el 2016 com el 2018 i 2019. D'altra, la neerlandesa Sandra Jansen, qui treballa a l'AMC, que és l'hospital universitari i Facultat de Medicina afiliat a la Universitat d'Amsterdam (Països Baixos), i juntament amb el seu company Bert de Vries, va publicar un article sobre la síndrome l'any 2017.

## Característiques
La síndrome de Chung-Jansen és causada per una mutació heterozigota al llarg del gen PHIP. Els principals trets que mostren les persones amb aquest tipus de trastorn solen presentar un retard en el desenvolupament, problemes de conducta i risc d'obesitat. Així mateix, durant la infància, poden tenir dificultats en l'alimentació, així com retards en el desenvolupament de fites com rodar, gatejar, romandre dret quan està dempeus i caminar. El retard en el desenvolupament motor està, en part, relacionat amb el baix to muscular, de manera que és habitual que es queixin de fatiga i fins i tot és possible que puguin necessitar ajudes com una cadira de rodes. Quant a la parla i a la motricitat fina, també es retarden amb freqüència.
D'altra banda, durant el creixement (especialment durant la pubertat), apareixen problemes de conducta. És per això que poden ser diagnosticats amb un trastorn del desenvolupament i/o del comportament. També pot haver-hi problemes amb pors irracionals (ansietat) i problemes en el processament d'estímuls (problemes d'integració sensorial).
Per la seva part, molts nens tenen sobrepès a mesura que creixen, fet que pot estar associat a l'ús de medicació, però també a l'anomalia genètica. En l'actualitat no se sap com la variació en el gen PHIP provoca problemes de desenvolupament neurològic i obesitat. No obstant això, de la mateixa manera que en qualsevol trastorn genètic, les característiques i la gravetat dels problemes poden diferir molt en cada cas.

### Signes i símptomes clínics
La descripció fenotípica d'aquesta malaltia es basa en una anàlisi de la literatura biomèdica i empra els termes de l'Ontologia del Fenotip Humà (OFH). Les anomalies fenotípiques es presenten ordenades per freqüència d'ocurrència en la població de pacients:
- Molt freqüent:
  - Discapacitat intel·lectual
  - Macròtia
  - Retard en el desenvolupament neurològic
- Freqüent:
  - Anormalitat de refracció
  - Cavitats nasals antevertides
  - Trastorn per dèficit d'atenció amb hiperactivitat
  - Punta nasal ampla
  - Taques cafè amb llet
  - Clinodactilia del cinquè dit
  - Fatiga
  - Dificultats d'alimentació en la infància
  - Front alt
  - Hipermetropia
  - Hipertelorisme
  - Hipotonia
  - Impulsivitat
  - Augment del pes corporal
  - Solc nasolabial llarg
  - Sinofrídia
  - Dit cònic
  - Vora labial fina
- Ocasional:
  - Sindactília de 2-3 dits
  - Fissura palpebral ametlada
  - Restrenyiment
  - Criptorquídia
  - Epicant
  - Alteració de la marxa
  - Reflux gastroesofàgic
  - Laxitud articular generalitzada
  - Tremolor de mans
  - Hipotonia neonatal
  - Ptosi
  - Otitis mitjana recurrent
  - Infeccions recurrents del tracte respiratori superior
  - Convulsions
  - Alteració del son
  - Estrabisme
  - Fissura palpebral inclinada

## Desenvolupament psicològic i conducta
Els problemes de conducta són un dels trets més característics de les persones amb síndrome de Chung-Jansen. En concret, fa referència al comportament d'oposició, desafiador i, de vegades, fins i tot (verbalment) agressiu que pot estar relacionat amb un trastorn del desenvolupament o del comportament i/o un retard en l'aprenentatge. Poden presentar-se els següents trastorns del desenvolupament i/o del comportament:
- TEA (Autisme): Molts nens i adults tenen característiques autistes. Encara que no sempre es realitza el diagnòstic de TEA (Trastorns de l'espectre autista) en els nens, el seu comportament, pors i sensibilitat als estímuls sí que ho indiquen. Molts pares, per tant, utilitzen mètodes educatius fets per a persones amb autisme (que ofereixen seguretat, estructura, etc.).
- TDAH / TDA: En el cas del Trastorn per Dèficit d'Atenció amb Hiperactivitat, els nens mostren dificultats a l'hora de concentrar-se i, de vegades, mostren un comportament hiperactiu i impulsiu. Per a aquests nens, quedar-se quiets en classe o fer tasques de manera independent és difícil, ja que es distreuen amb facilitat. Els nens que no mostren cap comportament hiperactiu però que sofreixen problemes de concentració i aprenentatge, poden sofrir de Trastorn per Dèficit d'Atenció.
- TDC / Dispràxia: El Trastorn del Desenvolupament de la Coordinació provoca dificultats en la coordinació i en la planificació dels moviments. Això pot tenir relació amb les habilitats motores fines i gruixudes. D'aquesta manera, la realització de tasques que són normals en nens, com aprendre a escriure, dibuixar formes, vestir-se o menjar amb ganivet i forquilla són complexes per a ells. A més, sovint es mouen rígidament i tenen dificultat a l'hora de mantenir l'equilibri. Tanmateix, això no vol dir que no ho adquiriran, sinó que solen aprendre aquestes habilitats a un ritme molt més lent i amb més pràctica. En adults ocorre el mateix, fet que pot causar problemes per a aprendre certes habilitats (com aprendre a conduir un vehicle).

A més, aquests trastorns també poden exercir un paper dins de la síndrome:
- Trastorn d'ansietat: Els trastorns d'ansietat són comunes en nens i adults. Especialment en la infància, quan encara és difícil diferenciar la realitat de la ficció, molts nens senten pors per moltes coses, existint la possibilitat de despertar-se a les nits a causa de la por o no dormir bé. Per exemple, poden imaginar coses que estan en el seu dormitori o poden tenir por a la foscor.
- Trastorn negativista desafiador / Trastorn de conducta: Un gran nombre de nens mostren un comportament d'oposició, desafiador i/o (verbalment) agressiu. Això pot estar relacionat amb un trastorn negativista desafiador, però també pot ser independent com a part d'un trastorn de conducta. Els nens poden enfadar-se fàcilment i tenir canvis d'humor. A més, tenen dificultat per a regular les seves emocions, de manera que és freqüent que tinguin rabioles que fins i tot poden durar molt de temps.
- Desordre del processament sensorial: El processament sensorial pot ser diferent en les persones amb la síndrome, ja que alguns no responen adequadament als estímuls que els arriben a través dels seus sentits. En molts casos, els pacients són hipersensibles als sorolls i als ambients concorreguts.[6]

## Aprenentatge
La síndrome de Chung-Jansen s'associa amb diverses dificultats d'aprenentatge i la discapacitat intel·lectual, així com les complicacions a l'hora d'adquirir habilitats motores gruixudes i fines en comparació amb altres nens de la mateixa edat. Algunes de les conseqüències són aquestes:
- Frustració: Els nens de vegades semblen mandrosos i testarruts. La frustració per no poder realitzar una determinada tasca sol estar darrere d'aquest comportament, per la qual cosa aquestes tasques han d'explicar-se diverses vegades perquè els nens entenguin el que s'espera d'ells i com realitzar-les.
- Problemes quan parlen i actuen: Sovint hi ha una bretxa entre les habilitats verbals i escèniques. Les persones amb la síndrome estan ben desenvolupades verbalment i poden expressar-se correctament, però usen paraules que no són apropiades per a la seva edat. No obstant això, tenen més problemes amb les habilitats escèniques, que inclouen l'organització i la funció visioespacial. A causa d'això, les seves capacitats se sobreestimen, la qual cosa pot augmentar els problemes de comportament i la fatiga.
- Cognició: L'avaluació de les habilitats cognitives en els nens petits pot ser difícil a causa de problemes addicionals com el TDAH i la fatiga. Pot ser complex per a ells concentrar-se i mantenir la seva atenció en les coses que se'ls demana que facin. Quan es realitza la prova, el coeficient intel·lectual de la majoria dels nens és d'al voltant de 80, amb pics ascendents i descendents. A nivell socioemocional, sovint són molt més joves que la seva edat real.
- Educació: L'escola pot ser un gran desafiament per als nens amb síndrome de Chung-Jansen. Sovint es necessita ajuda i suport addicional. Si això no resulta factible, els nens poden anar a educació especial on es presta més atenció als problemes específics amb els quals s'enfronta el nen.
- Vida quotidiana: La majoria dels adults joves viuen amb els seus pares, un petit nombre viu acompanyat o de manera independent amb suport ambulatori. També hi ha adults que estan casats i tenen fills.[7]

## Problemes físics
Encara que els problemes físics no són predominants en aquesta síndrome, existeixen limitacions:
- Excés de pes: La majoria de les persones amb síndrome de Chung-Jansen tenen sobrepès o són obeses. Actualment no és clar el motiu, encara que pot haver-hi una relació entre la proteïna PHIP i la via leptina-melanocortina, que és important per a la sacietat i l'equilibri energètic. A més, també podria ser causat pels efectes secundaris de l'ús de medicaments.
- Baix to muscular (hipotonia): En la infància, certes fites s'aconsegueixen més tard que el nen mitjà. Per exemple, no poder aixecar el coll correctament en posició prona, tenir dificultat per a donar-se la volta, asseure's, gatejar, posar-se dempeus i caminar. Una vegada que el nen sigui capaç de caminar, les habilitats motores gruixudes continuaran sent un desafiament, ja que els nens solen tenir un patró de marxa rígid i es fatiguen amb facilitat. En general, les fites importants com el ciclisme i la natació s'aconsegueixen més tard.
- Problemes oculars: Sovint hi ha una anormalitat dels ulls, com ara estrabisme, mala visió i cataractes.
- Problemes gastrointestinals: Un altre problema comú és el restrenyiment. Els intestins funcionen més lentament, la qual cosa dificulta que molts nens vagin al bany i aprendre a anar al bany és més difícil.
- Problemes en l'esquelet: Alguns nens neixen amb una anomalia en el maluc, que es denomina displàsia de maluc. Sovint, el cap i la cavitat femoral no estan ben formades i es necessita un separador o cirurgia per a col·locar el maluc correctament. A causa del baix to muscular, existeix el risc d'escoliosi a mesura que els nens creixen. Això implica una curvatura lateral de la columna vertebral. Diverses persones tenen hiperlaxitud articular, la qual cosa pot causar dolor i augmentar la fatiga.
- Anormalitat i problemes amb els ronyons: Les infeccions del tracte urinari ocorren amb freqüència en nens petits. Algunes persones tenen anomalies congènites dels ronyons, com un ronyó en ferradura, on els ronyons han crescut junts o una persona neix amb un sol ronyó. Altres problemes que poden ocórrer són: alta concentració de calci en l'orina, càlculs renals o inflor del ronyó per acumulació d'orina.[8]

## Herència
La síndrome de Chung-Jansen és causada per un defecte en el gen PHIP que codifica la proteïna que interactua amb el domini d'homologia pleckstrin. Aquest gen es troba en el cromosoma 6 (6q14.1). Els individus normalment tenen dos cromosomes 6 amb dues còpies del gen PHIP. Les persones amb síndrome de Chung-Jansen tenen un defecte en una de les dues còpies, denominada variant heterozigota. Això pot ser una variant en la seqüència de codificació del gen o una eliminació del gen o de part d'ell. Això es denomina herència autosòmica dominant.
La major part de les persones amb la síndrome són les primeres de la família i els seus pares no tenen la variant. Aquesta variant havia sorgit durant la formació de cèl·lules reproductives (òvuls i espermatozoides) o en el desenvolupament fetal primerenc. A vegades, la variant és heretada d'un dels progenitors.
Normalment, si la variant és heretada, els pares no saben que són portadors. Això queda clar quan es fan anàlisi de sang després que el nen hagi estat diagnosticat. En cas d'herència, existeix un 50 % de possibilitats que els fills adquireixin el trastorn.
Hui dia, es desconeix com el defecte en PHIP causa problemes de desenvolupament neurològic i sobrepès.

## Teràpia

### Desenvolupament socioemocional
Els infants amb síndrome de Chung-Jansen tenen un retard general en el seu desenvolupament socioemocional en comparació amb els seus iguals. Per tant, els sol resultar difícil connectar-se amb altres nens de la seva edat. Això es deu al fet que el seu comportament difereix del que normalment es pot esperar a aquesta edat. Això sovint està relacionat amb un trastorn del desenvolupament o del comportament i dificultats d'aprenentatge. Moltes vegades, tenen múltiples diagnòstics, com TDAH, TEA, ansietat, depressió, problemes d'aprenentatge i trastorn del processament sensorial.
Molts nens reaccionen de manera diferent a certes situacions (com ara contratemps i esdeveniments inesperats) i la intensitat de les seves emocions és més forta. La seva regulació emocional moltes vegades no funciona correctament, i a vegades mostren reaccions extremes d'ira, alegria i tristesa. Les rabioles o crisis emocionals també poden durar més temps i estan presents en nens majors.
Per a la regulació emocional, existeixen recursos útils com ara: pictogrames, mesuradors d'emocions i estímuls perquè els nens puguin indicar fins a quin punt estan enfadats, tristos o sobreestimulats; una habitació o espai separat perquè el nen es calmi o descansi; dibuixos (dibuixar situacions o emocions pot ajudar-los a aclarir certes situacions); llibres / cursos sobre TDAH, TEA, problemes de conducta o sensibilitat als estímuls; una rutina / horari diari extremadament predictible i/o medicació.
Per aquestes raons, aprendre estratègies per a regular les emocions positives i negatives és molt important, però igualment difícil, ja que a vegades hi ha menys control emocional. Sovint, els pacients joves necessiten ajuda per a aprendre a reconèixer les emocions en els altres, però també les seves pròpies, per a això pot ser útil un terapeuta ocupacional. Igualment, es recomana la participació d'un psicòleg per a realitzar proves neuropsicològiques, fer diagnòstics i donar suport als adults o pares en l'educació del nen (especialment en el tractament de comportaments rebels i pertorbadors). Així mateix, sovint, la medicació és receptada per un psiquiatre.
De la mateixa manera, per al tractament de l'ansietat (sovint part del TEA), un psicòleg també pot utilitzar les teràpies cognitivoconductuals o EMDR. En qualsevol cas, aplicar mètodes destinats a tractar amb un nen amb TEA pot ser de gran ajuda. Cal atenció per a proporcionar seguretat, estructura i claredat. Un expert en autisme o assistència ambulatòria poden ser útils per a brindar suport en la llar.

### Desenvolupament cognitiu
Per als nens diagnosticats amb la Síndrome de Chung-Jansen, el procés d'aprenentatge és més difícil en comparació amb els nens "neurotípics", a causa de problemes amb l'atenció i el processament d'estímuls. L'enfocament principal a vegades ha d'estar a "aprendre a aprendre".
Per a aquests nens, és molt beneficiós repetir les instruccions diverses vegades i dividir les tasques més grans en diverses subtareas més petites per a mantenir una visió general de la situació. Això ajudarà el nen a comprendre el resultat esperat. En termes generals, els nens amb la síndrome de Chung-Jansen tenen bones capacitats verbals, però la realització de tasques pot ser difícil.

#### Suport
En cas de diagnòstic primerenc, el mètode d'aprenentatge pas a pas es pot aplicar a una edat molt primerenca. Els especialistes en suport ambulatori poden educar i ajudar els pares a ajudar el nen per mitjà de l'ús de materials orientats al desenvolupament.
La importància del diagnòstic precoç també està relacionada amb l'elecció de l'educació. Malgrat que alguns nens diagnosticats amb Chung-Jansen reben una educació ordinària (sovint amb suport addicional), molts altres es beneficien de l'educació especial, ja que és més apropiada en relació amb les discapacitats físiques i/o d'aprenentatge associades amb la síndrome.

### Desenvolupament motor i del llenguatge

#### Habilitats motores gruixudes
Molts infants i adults amb síndrome de Chung-Jansen tenen hipotonia o baix to muscular. Això provoca un retard general en el desenvolupament. Un fisioterapeuta és molt important per a estimular la motricitat global (asseure's, gatejar, caminar, etc.). Pel fet que sovint s'observa un retard en el desenvolupament en la primera infància, un fisioterapeuta sol participar des de la infància.
Les ajudes mèdiques que s'utilitzen normalment són: tirants, suports per a l'arc/sabates ortopèdiques, pantalons extensors per a displàsia de maluc o cadira de rodes.

#### Habilitats motores fines
Per als nens amb Chung-Jansen, se sol recórrer als terapeutes ocupacionals per a estimular les habilitats motores fines (usant els dits/mans amb coordinació oculomanual). Aquest professional pot practicar amb els nens, per exemple, retallant, acolorint, dibuixant i escrivint. El terapeuta també pot oferir ajuda específica per a promoure l'autosuficiència dels nens, com ensenyar-los a vestir-se i desvestir-se. A més, aquest professional participa sovint com a expert extern en l'educació regular, però també treballa en un programa d'educació especial o en un centre de rehabilitació.
Les ajudes per a la motricitat fina que s'utilitzen normalment són: tisores de ressort o l'empunyadura del llapis.

#### Llenguatge
Un logopeda s'encarrega d'estimular la parla, que pot retardar-se en nens amb síndrome de Chung-Jansen. També poden aconsellar sobre problemes amb l'alimentació (habilitats motores orals). Per exemple, molts nens petits amb la síndrome lluiten per beure adequadament del pit o del biberó. Igualment, mastegar i empassar aliments amb regularitat causa problemes, com a asfíxia. Això també té a veure amb el baix to muscular. No obstant això, s'ha observat que aquests problemes tendeixen a millorar a mesura que el nen madura.
Encara que ho fan més tard,la parla es desenvolupa amb normalitat en la majoria dels nens amb Síndrome de Chung-Jansen, però lamentablement alguns continuen sent no verbals.
Les ajudes de la parla que s'utilitzen habitualment són: pictogrames, ordinadors de veu o bombes d'alimentació / alimentació per sonda.

### Processament de la informació sensorial
Les anomalies en el processament de la informació sensorial (IS) poden estar relacionades amb TEA i TDAH/TDA, però també poden ser independents. En la síndrome de Chung-Jansen, les experiències sensorials atípiques poden formar part d'un sistema complex i coherent de problemes. Els pacients poden mostrar signes d'hipersensibilitat (massa estimulació o insuficient) als següents sentits:
- Visió (visual).
- Olor (olfactori).
- Gust (gustatiu).
- Sensació (tàctil).
- Audició (auditiu).
- Equilibri (vestibular).
- Postura i sentit del moviment (propiocepció).
- Òrgans interns (interocepsis).

Els pacients poden experimentar estímuls de manera hipersensible (sobreestimulació) o hiposensible (subestimulació), i poden percebre més o menys informació de l'entorn. Com a resultat, la seva reacció al medi pot ser inesperada o inapropiada. Els problemes comuns en les persones amb aquesta síndrome són:
- Hipersensibilitat al soroll.
- Hipersensibilitat a la temperatura.
- Hipersensibilitat en la boca a la temperatura i textura.
- Hipersensibilitat a l'equilibri.
- Molèsties abdominals.

Per a tot això, els infants amb problemes de processament sensorial poden rebre ajuda d'un fisioterapeuta, un terapeuta ocupacional o un logopeda especialitzat en aquesta àrea. El terapeuta pot elaborar un perfil sensorial que mostri les hipersensibilitats o hiposensibilidades als diferents sentits. Sobre la base d'això, es tracta al nen amb jocs i exercicis.
A banda de la teràpia, és necessari ensenyar el nen a bregar amb el seu processament d'estímuls (reduir, evitar estímuls) i a parar esment a la regulació de l'emoció que sent en aquest procés. Per a això, existeixen recursos com:
- Collaret per a mastegar.
- Auriculars / taps per a les oïdes.
- Materials pesats com a coixins i mantes de pes.
- Armilla de pressió.
- Altres materials sensorials com a escuma d'afaitar, sorra, arròs, etc.
- Pictogrames/gràfics d'estructura diària.[13]